# Kroatische Defensieraad

logo

De Kroatische Defensieraad (Kroatisch: Hrvatsko vijeće obrane; HVO) was de belangrijkste militaire formatie van de Kroatische Republiek Herceg-Bosna in Bosnië en Herzegovina. Het werd opgericht op 8 april 1992.
De Kroatische Defensieraad moet niet verward worden met de Kroatische Defensiekrachten (HOS), de militaire arm van de Kroatische Partij van Rechten.
De Kroatische Defensieraad is een van de hoofdrolspelers in de Bosnische Oorlog vanaf 1992 die eindigde met Verdrag van Dayton in 1995. In dat jaar werd de krijgsmacht ontmanteld en samen met de Krijgsmacht van de Servische Republiek verenigd tot de Krijgsmacht van de Federatie van Bosnië en Herzegovina. De laatste werd in 2005 samengevoegd met de Krijgsmacht van de Servische Republiek tot de Krijgsmacht van Bosnië en Herzegovina.
Sloveense Oorlog (1991) · Kroatische Oorlog (1991-95) · Bosnische Burgeroorlog (1992-95) · Kroatisch-Bosniakse Oorlog (1992-94) · Kosovo-oorlog (1998-99) · Operatie Allied Force (1999) · Conflict in de Preševo-vallei (2001) · Macedonisch conflict (2001)